# Graveland
Graveland (укр. «Земля граветтів») — польський блек-метал колектив з Вроцлава котрий заснував 1992-го року Роберт «Роб Даркен» Фудалі.
За час своєї діяльності брали участь у великій кількості виступів, зокрема на фестивалі «Коловорот».

## Загальні відомості
Фудалі, під час заснування Graveland 1992-го року у якості сольного проекту, перебував під впливом таких виконавців як «Bathory» та «Emperor». Він записав перші демо «Necromanteion» та «Drunemeton». У 1993 році приєднався барабанщик Мацей Дабровськи, а в 1994-му Гжегож Юргілевіч (Infernum). Цим тріо було записано міні-альбом «The Celtic Winter», реліз якого відбувся на лейблі No Colours Records.
За кілька місяців з'явився перший альбом групи «Carpathian Wolves» (укр. «Карпатські вовки») записаний на студії Radio PRO-FM, Ополе (26 квітня — 2 травня 1994 р.). Дебютник привернув увагу кількох лейблів, зокрема The Lethal Records з яким було укладено угоду. Наступним став «Thousand Swords» (укр. «Тисячі мечів») записаний в грудні 1994 року у студії Tuba, Вроцлав.
Альбом, завдяки елементам вікінг-металу, відзначився переходом від класичного «raw black» до «black folk metal», і був позитивно сприйнятий шанувальниками важкого металу. Через звинувачення у расизмі «Graveland» усунули з Lethal Records, і Даркен засновує власний лейбл Isengard (пізніше Eastclan), на якому випустив розширену версію альбому. У буклеті містилися заяви проти Lethal Records та двох інших лейблів — Osmose та Nuclear Blast.
Третій альбом «The Voice of Blood» був записаний 25 вересня 1996 року — 18 грудня 1996 року і випущений в 1997 році за допомогою «No Colors». Від альбому 1998-го, «Immortal Pride», звучання набуло більш епічних, симфонічних рис, з додаванням більшої складової клавішних і хоралів. У 2000-му році були випущені «Raiders of Revenge» (спліт з «Honor») та «Creed of Iron» / «Prawo Stali».
У листопаді 2015 року було оголошено, що Роб Даркен зібрав колектив для виступів наживо, перші концерти відбулися у квітні 2016 року.

## Склад
- Роберт «Роб Даркен» Фудалі — вокал, гітари, клавішні
- Петро «Мстислав» Бажус — гітара, бас (від 2015-го)
- Бор — гітари (від 2015-го)
- Сігрунар — ударні (від 2016-го)

## Дискографія

### Альбоми
- Carpathian Wolves (1994)
- Thousand Swords (1995)
- Following the Voice of Blood (1997)
- Immortal Pride (1998)
- Creed of Iron / Prawo Stali (2000)
- Memory and Destiny (2002)
- The Fire of Awakening (2003)
- Dawn of Iron Blades (2004)
- Fire Chariot of Destruction (2005)
- Will Stronger Than Death (2007)
- Spears of Heaven (2009)
- Thunderbolts of the Gods (2013)
- Ogień przebudzenia (2014)
- 1050 Years of Pagan Cult (2016)

### EP, компіляції
- The Celtic Winter (1994)
- Impaler's Wolves (1999)
- Raiders of Revenge (2000, спліт з Honor)
- Raise Your Sword! (2001)
- Blood of Heroes (2002)
- Eastern Hammer (2007, спліт з Nokturnal Mortum, North and Темнозорь)
- Wotan Mit Mir (2008)
- Cold Winter Blades (2010)
- Tribute to the King of Aquilonia (2010)
- Ogień Wilczych Serc (2012)
- The Spirit Never Dies (2016, спліт з Nokturnal Mortum)